# Babes in Toyland (1986)
Babes in Toyland é um telefilme de 1986 dirigido por Clive Donner, com a participação de Drew Barrymore e Keanu Reeves. Foi transmitido pela NBC em 19 de dezembro de 1986 e, posteriormente, lançado em VHS. A versão européia teatral foi lançada mundialmente em VHS, embora ainda não tenha sido lançada em DVD. Vale ressaltar que esta versão foi adaptada e reduzida para 94 minutos.

## Elenco
- Drew Barrymore… Lisa Piper
- Richard Mulliga… Barnie/Barnaby Barnicle
- Eileen Brennan… Mrs. Piper/Widow Hubbard
- Keanu Reeves… Jack/Jack-be-Nimble
- Jill Schoelen… Mary/Mary Contrary
- Googy Gress… George/Georgie Porgie
- Pat Morita… The Toymaster
- Walter Buschhoff… Justice Grimm